# یونکرس یو ۴۶
یونکرس ۴۶ (به انگلیسی: Junkers Ju 46) یک هواگرد ساختِ کارخانهٔ یونکرس در کشور آلمان است. نخستین استفاده‌کنندهٔ این هواپیما دویچه لوفت هانزا بوده‌است. این هواگرد برای نخستین بار در ۱۹۳۲ میلادی مورد استفاده قرار گرفت.